# Comuna Pidlisne, Nova Odesa
Pidlisne (în ucraineană Підлісне) este o comună în raionul Nova Odesa, regiunea Mîkolaiiv, Ucraina, formată din satele Novomîkolaiivka, Novopavlivka și Pidlisne (reședința).

## Demografie
Componența lingvistică a comunei Pidlisne
     Ucraineană (86,83%)
     Rusă (7,46%)
     Română (4,06%)
     Alte limbi (0,74%)
Conform recensământului din 2001, majoritatea populației comunei Pidlisne era vorbitoare de ucraineană (86,83%), existând în minoritate și vorbitori de rusă (7,46%) și română (4,06%).